# Dodelijk dilemma (boek)
Dodelijk dilemma (oorspronkelijke titel The Dead Zone) is een bovennatuurlijke thriller uit 1979 van Stephen King. Het boek werd in 1983 onder de oorspronkelijke titel verfilmd en was de basis van de televisieserie die in 2002 verscheen.

## Verhaal

### Proloog
Wanneer hoofdpersoon Johnny Smith zes jaar oud is, botst hij tijdens het schaatsen tegen een stevige schaatser op en maakt een stevige smak met zijn hoofd op het ijs. Een paar mannen, waaronder Chuck Spier, halen hem van het ijs en brengen hem bij. Even suf mompelt hij iets tegen Spier dat hij even later vergeten is. Achteraf blijkt het een waarschuwing voor een ongeluk dat Spier een paar dagen later overkomt met een accu. Het incident wordt vergeten. Het ongeluk wekt echter een deel van Johnny's helderziende vermogen, dat daarvoor nooit werkte. De jonge Johnny kan kleine, onbenullige dingen al van tevoren weten, maar niemand let daar op.

### Eerste deel
Het verhaal springt vervolgens zeventien jaar de toekomst in naar 1970, wanneer Smith leraar is geworden op een middelbare school. Hij is verliefd op lerares Sarah Bracknell en zij op hem, hoewel ze dat nog niet uitgesproken hebben. Hij vraagt haar mee naar de kermis. Daar verklaren ze elkaar de liefde en nemen ze zich voor deze aan het eind van de avond te bezegelen. Voor het zover is, waagt Smith zijn kans bij een rad van fortuin. Zonder dat hij zelf precies weet hoe, maakt hij hier van een paar kwartjes meer dan 500 Amerikaanse dollar, doordat hij aanvoelt waarop in te zetten. Terwijl hij dit doet, wordt Bracknell steeds zieker. Als hij haar heeft thuisgebracht, besluiten ze te wachten tot een andere keer met seks, daar Bracknell zich zo slecht voelt. Smith neemt een taxi naar huis, maar komt daar nooit aan. Hij krijgt onderweg een ongeluk, waarbij de chauffeur en tegenliggers overlijden en hij in een coma belandt.

### Tweede deel
Er is meer dan 4,5 jaar verlopen wanneer Smith bijkomt uit zijn coma. Bracknell is hem nooit vergeten, maar is wel verdergegaan met haar leven en getrouwd met de ambitieuze politicus Walt Hazlett, met wie ze een zoontje heeft. Zijn vader Herbert hoopte stilletjes dat zijn zoon zou overlijden, omdat hij geen toekomst meer voor hem zag. Zijn moeder Vera was altijd al vrij religieus, maar is sinds zijn ongeluk doorgeslagen naar het obsessieve. Wanneer hij de arm van de verpleegster vastpakt, 'ziet' dat haar zoontje een gevaarlijke operatie moet ondergaan en voorspelt dat hij deze zal overleven. Wanneer zijn arts Sam Weizak hem aanraakt, vertelt Smith over diens oorlogsjeugd in Polen en de verblijfplaats van zijn doodgewaande moeder. Bij de psychotherapeut 'ziet' Smith dat haar huis in brand staat en vertelt haar dit. Het blijkt zo te zijn. Wanneer Bracknell hem opzoekt en aanraakt, vertelt hij haar waar de huwelijksring, die ze in haar huwelijksnacht was verloren, is. Hij blijkt een gave te hebben opgedaan die hem in staat stelt toekomstbeelden te zien van de mensen die hij aanraakt. Deze beelden zijn alleen niet volledig, want sommige gedeeltes zitten verstopt achter een blauwe vlek, een Dead Zone.
Wanneer het gerucht van zijn begaafdheid uitlekt, wordt Smith overstelpt met post van gelovers die om hulp vragen. Hij wil hier niets van weten en probeert in de anonimiteit te verdwijnen. Totdat sheriff Bannerman uit Castle Rock hem opbelt met de mededeling dat hij wanhopig is en zelfs Smiths vermeende gave te willen proberen in de jacht op een meisjes- en vrouwenmoordenaar. Hij heeft het adres gekregen van Weizak. Smith wil er in eerste instantie niets van weten, maar bedenkt zich en stelt zich beschikbaar. Dit leidt uiteindelijk tot hulpsheriff Frank Dodd, die thuis bij zijn moeder gevonden wordt. Hij heeft zelfmoord gepleegd en een bordje met 'ik beken' met lippenstift erop geschreven om zijn nek gehangen.

### Derde deel
Gaandeweg de voorgaande gebeurtenissen, is het verhaal verschillende keren onderbroken voor gebeurtenissen uit het leven van Greg Stillson. Daarin wordt deze na het doodschoppen van een hond op zijn tocht om bijbels te verkopen, steeds krankzinniger. Tegen de tijd dat Dodd ontmaskerd is als seriemoordenaar, is de uiterlijk normale Stillson opgeklommen tot burgemeester van Ridgeway. Hij houdt het stadje in zijn macht door een combinatie van populistisch beleid en intimidatie van tegenstanders. Hij heeft zich met een motorbende verbonden, die als zijn lijfwachten optreedt. Wanneer hij op populistische wijze opklimt tot het Huis van Afgevaardigden, zien de weldenkenden hem eveneens nog als rariteit met een kortstondige politieke levensverwachting. Smith gaf Stillson tijdens zijn verkiezingscampagne echter een hand en 'zag' een toekomst met Stillson als Amerikaanse president die grootschalige kernoorlogen ontketent.
Smith komt tot het besluit dat hij de man is die moet voorkomen dat deze toekomst plaats kan hebben, en rechtvaardigt dit met het morele vraagstuk of je als je naar 1932 zou worden teruggeflitst, Hitler zou vermoorden. Hij verstopt zich met een geweer op het balkon in een zaaltje waar Stillson campagne komt voeren. Wanneer die de zaal betreedt, staat Smith op en schiet twee maal, maar mist beide keren. Zelf krijgt hij schampschoten te verdragen. Wanneer hij aanlegt voor een derde schot, grijpt Stillson een klein jongetje en gebruikt dit als menselijk schild. Smith kan hierdoor niet vuren en wordt zelf verschillende keren geraakt, valt van het balkon en breekt zijn rug en been. Doordat een aspirerend fotograaf de actie van Stillson met het jongetje naar buiten brengt, heeft Smith niettemin diens kansen op het presidentschap voorgoed beëindigd.

### Epiloog
Smith is dood. Zijn acties worden aan de bewoners van het boek geduid door middel van getuigenverklaringen van verschillende personages over eerdere acties van Smith en door brieven die hij voor zijn noodlottige daad op de post deed aan Bracknell en zijn vader. Een wending in het verhaal volgt door middel van verklaringen van verschillende artsen. Smith blijkt zowat zijn gehele leven een langzaam groeiende tumor in zijn hoofd gehad te hebben. Of deze zijn gave veroorzaakte, wordt niet duidelijk, maar de tumor zat wel exact op de plaats die de Dead Zone in zijn innerlijke visie veroorzaakte.

## Connectie met andere werken van King
Het verhaal speelt deels in Castle Rock, een plaatsje dat in meerdere verhalen van King als hoofdlocatie dient.  
In het boek Cujo (1981), dat enige jaren na de gebeurtenissen uit The Dead Zone speelt, wordt er regelmatig letterlijk verwezen naar moordenaar Frank Dodd, hoewel er nergens een bovennatuurlijke kracht als verantwoordelijk wordt aangewezen voor de gebeurtenissen. Er heerst een angst die verschillende keren genoemd wordt dat Dodds gekte mogelijk 'een negatieve afdruk' op Castle Rock heeft achtergelaten. Personages uit Cujo zien zowel in de hond uit de titel soms de persoon van Dodd, als in het schijnbaar ingebeelde monster dat Tad Trenton telkens in de kast van zijn slaapkamer ziet als het het licht uitgaat. Het personage George Bannerman is bovendien in beide boeken de sheriff van Castle Rock. Ook in De NoodZaak, dat grotendeels in Castle Rock speelt, wordt naar Dodd en Bannerman verwezen.